# Lotarev D-136
D-136 là loại động cơ máy bay tuốc bin trục mạnh do Ivchenko-Progress ZMKB phát triển từ những năm 1970 dùng cho loại trực thăng Mil Mi-26 dựa trên loại động cơ Lotarev D-36. Việc thử nghiệm dưới đất đã được tiến hành từ năm 1977. Nhà máy của Motor Sich đã bắt đầu sản xuất loại động cơ này từ năm 1982.
D-136 được thiết kế với dạng khối gồm 10 phần. Trong đó các phần có thể tháo ra và thay thế một cách độc lập mà không cần phải tháo và rã động cơ ra. Cũng như mức tiêu thụ nhiên liệu của nó khá thấp so với các loại động cơ có cùng công suất.
Động cơ được trang bị hệ thống điều khiển thủy cơ học và điện tử. Hệ thống điện tử sẽ kiểm soát soát nhiệt độ và tốc độ của rotor cũng như điều khiển lượng nhiên liệu sử dụng. Tốc độ của tuốc bin duy trì ở mức 8.300 rpm và thay đổi trong phạm vi ±300 rpm. Khi hệ thống điện tử trục trặc hệ thống thủy cơ học sẽ thay thế nó trong việc điều tiết lượng nhiên liệu.

## Các phiên bản
- D-136-2: Mẫu nâng cấp sử dụng cho Mil Mi-26T2 với hệ thống điều khiển hoàn toàn bằng điện tử với công suất cất cánh tăng lên 11.650 hp và công suất trong trường hợp khẩn cấp là 12.500 hp.